# چشم‌انداز عشق
«چشم‌انداز عشق» (انگلیسی: Vision of Love) نخستین تک‌آهنگ از خواننده و ترانه‌سرای آمریکایی ماریا کری است. این ترانه را کری و بن مارگولیس نوشته‌اند و در ۱۵ مه ۱۹۹۰ به عنوان تک‌آهنگ آغازین نخستین آلبوم کری منتشر شد. پس از پخش در نوار نمایشی کری برای کلمبیا رکوردز، ترانه توسط رت لارنس و نرادا مایکل والدن دوباره ضبط و تهیه شد.

## برای مطالعهٔ بیشتر
- Argenson, Jim (2008). Mariah Carey Concert Tours. St. Martin's Press. ISBN 978-1-155-56204-9.
- Bronson, Fred (2003). The Billboard Book of Number 1 Hits. Billboard Books. ISBN 0-8230-7677-6.
- Nickson, Chris (1998). Mariah Carey revisited: her story. St. Martin's Press. ISBN 978-0-312-19512-0.